# V414 Большой Медведицы
V414 Большой Медведицы (лат. V414 Ursae Majoris) — двойная затменная переменная звезда типа W Большой Медведицы (EW) в созвездии Большой Медведицы на расстоянии приблизительно 2755 световых лет (около 845 парсеков) от Солнца. Видимая звёздная величина звезды — от +15,07m до +14,44m. Орбитальный период — около 0,2796 суток (6,7103 часов).